# Endre Kelemen
Pour les articles homonymes, voir Kelemen.
Dans le nom hongrois Kelemen Endre, le nom de famille précède le prénom, mais cet article utilise l’ordre habituel en français Endre Kelemen, où le prénom précède le nom.
Endre Kelemen (né le 5 décembre 1947 à Tura) est un athlète hongrois spécialiste du saut en hauteur.

## Carrière
En 1971, Endre Kelemen remporte la médaille de bronze au saut en hauteur lors des Championnats d'Europe en salle, avec un saut à 2,17 m. 
En 1975, toujours aux Championnats d'Europe en salle, il prend cette fois la 2e place, devancé par le Tchécoslovaque Vladimír Malý.

### Palmarès
| Date | Compétition                    | Lieu     | Résultat | Performance |
| ---- | ------------------------------ | -------- | -------- | ----------- |
| 1971 | Championnats d'Europe en salle | Sofia    | 3e       | 2,17 m      |
| 1971 | Championnats d'Europe          | Helsinki | 8e       | 2,11 m      |
| 1975 | Championnats d'Europe en salle | Katowice | 2e       | 2,19 m      |

### Records
| Épreuve         | Performance | Lieu | Date |
| --------------- | ----------- | ---- | ---- |
| Saut en hauteur | 2,23 m      | —    | 1976 |